# 한성부판윤
한성부판윤(漢城府判尹)은 조선 시대 한성부를 다스리던 정2품의 관직으로서, 품계는 자헌대부 이상의 품계에 해당되었다. 행정과 사법 업무를 겸하였다. 육조의 판서, 좌참찬, 우참찬과 함께 9경으로도 부른다. 한성부의 관할구역상 오늘날의 서울특별시장 겸 수도방위사령관 겸 서울고등법원장 겸 서울고등검찰청 검사장에 해당한다.

## 판한성부사

### 태조
| 대수  | 명칭       | 이름           | 임기                     |
| ----- | ---------- | -------------- | ------------------------ |
| 초대  | 판한성부사 | 성석린(成石璘) | 1395년 음력 6월 13일 ~ ? |
| 제2대 | 판한성부사 | 정희계(鄭熙啓) | ? ~ ?                    |
| 제3대 | 판한성부사 | 조익수(曺益修) | ? ~ ?                    |
| 제4대 | 판한성부사 | 이거이(李居易) | ? ~ ?                    |

### 태종
| 대수   | 명칭       | 이름           | 임기                                             |
| ------ | ---------- | -------------- | ------------------------------------------------ |
| 제5대  | 판한성부사 | 조박(趙璞)     | 1401년 음력 8월 10일 ~ ?                         |
| 제6대  | 판한성부사 | 정탁(鄭擢)     | 1402년 음력 7월 16일 ~ ?                         |
| 제7대  | 판한성부사 | 최유경(崔有慶) | 1403년 음력 8월 20일 ~ ?                         |
| 제8대  | 판한성부사 | 강서(姜筮)     | 1403년 음력 윤11월 27일 ~ ?                      |
| 제9대  | 판한성부사 | 최유경(崔有慶) | 1404년 음력 8월 6일 ~ ?                          |
| 제10대 | 판한성부사 | 이옥(李沃)     | 1405년 음력 7월 3일 ~ ?                          |
| 제11대 | 판한성부사 | 이행(李行)     | 1405년 음력 9월 22일 ~ ?                         |
| 제12대 | 판한성부사 | 류량(柳亮)     | 1405년 12월 6일 ~ ?                              |
| 제13대 | 판한성부사 | 이귀령(李龜齡) | ? ~ ?                                            |
| 제14대 | 판한성부사 | 안경공(安景恭) | 1406년 8월 11일 ~ ?                              |
| 제15대 | 판한성부사 | 이원(李原)     | 1406년 음력 12월 8일 ~ 1407년 음력 1월 30일 파직 |
| 제16대 | 판한성부사 | 설미수(偰眉壽) | ? ~ ?                                            |
| 제17대 | 판한성부사 | 정요(鄭曜)     | 1407년 음력 8월 3일                              |
| 제18대 | 판한성부사 | 연사종(延嗣宗) | 1407년 음력 10월 3일                             |
| 제19대 | 판한성부사 | 안원(安瑗)     | 1407년 12월 8일                                  |
| 제20대 | 판한성부사 | 정구(鄭矩)     | 1408년 2월 11일 ~ 1408년 3월 14일                |
| 제21대 | 판한성부사 | 김한로(金漢老) | 1408년 5월 27일                                  |
| 제22대 | 판한성부사 | 류정현(柳廷顯) | 1409년 4월 16일                                  |
| 제23대 | 판한성부사 | 박가실(朴可實) | 1410년 5월 25일                                  |
| 제24대 | 판한성부사 | 설미수(偰眉壽) | 1410년 11월 1일                                  |
| 제25대 | 판한성부사 | 이귀령(李貴齡) | 1410년 12월 10일                                 |
| 제26대 | 판한성부사 | 정이오(鄭以吾) | 1411년 11월 19일                                 |
| 제27대 | 판한성부사 | 변계량(卞季良) | 1412년 6월 26일                                  |
| 제28대 | 판한성부사 | 정요(鄭曜)     | ? ~ 1414년 4월 21일 졸                           |
| 제29대 | 판한성부사 | 최용소(崔龍蘇) | 1414년 5월 21일                                  |
| 제30대 | 판한성부사 | 권홍(權弘)     | 1414년 6월 12일                                  |
| 제31대 | 판한성부사 | 이지(李至)     | 1414년 12월 9일 졸                               |
| 제32대 | 판한성부사 | 정역(鄭易)     | 1415년 1월 26일                                  |
| 제33대 | 판한성부사 | 성발도(成發道) | 1415년 5월 17일                                  |
| 제34대 | 판한성부사 | 박자청(朴子靑) | 1415년 12월 28일                                 |
| 제35대 | 판한성부사 | 이원(李原)     | 1416년 3월 16일                                  |
| 제36대 | 판한성부사 | 성발도(成發道) | 1416년 9월 27일                                  |
| 제37대 | 판한성부사 | 심온(沈溫)     | 1416년 11월 2일                                  |
| 제38대 | 판한성부사 | 정진(鄭鎭)     | ? ~ ?                                            |
| 제39대 | 판한성부사 | 류염(柳琰)     | 1417년 9월 7일                                   |
| 제40대 | 판한성부사 | 윤향(尹向)     | 1417년 12월 3일                                  |
| 제41대 | 판한성부사 | 황희(黃喜)     | 1418년 음력 1월 11일 ~ 1418년 5월 11일           |
| 제42대 | 판한성부사 | 민여익(閔汝翼) | 1418년 5월 11일 ~ 1418년 6월 2일                 |
| 제43대 | 판한성부사 | 김여지(金汝知) | 1418년 6월 2일 ~ 1418년 8월 27일                 |

### 세종
- 44대 판한성부사 노귀산(盧龜山) 세종 즉위년 (1418)8월27일
- 45대 판한성부사 권홍(權弘) 세종 즉위년 (1418)10월16일
- 46대 판한성부사 강회중(姜淮仲) 세종 1년(1419)2월11일
- 47대 판한성부사 이맹균(李孟畇) 세종 1년(1419)4월17일
- 48대 판한성부사 정역(鄭易) 세종 1년(1419)7월7일
- 49대 판한성부사 맹사성(孟思誠) 세종 1년(1419)9월25일 세종 1년(1419)12월 7일
- 50대 판한성부사 정진(鄭津) 세종 1년(1419)12월7일
- 51대 판한성부사 조비형(曹備衡) 세종 3년(1421)7월4일 세종 3년(1421)12월7일
- 52대 판한성부사 오승(吳陞) 세종 3년(1421)12월7일
- 53대 판한성부사 정진(鄭津) 세종 4년(1422)12월13일 세종 5년(1423)1월25일
- 54대 판한성부사 권진(權軫) 세종 5년(1423)1월25일
- 55대 판한성부사 허주(許周) 세종 5년(1423)9월29일 세종 6년(1424)3월20일
- 56대 판한성부사 오승(吳陞) 세종 6년(1424)3월21일
- 57대 판한성부사 권진(權軫) 세종 8년(1426)12월7일
- 58대 판한성부사 성엄(成揜) 세종 9년(1427)9월8일
- 59대 판한성부사 이종선(李種善) 세종 9년(1427)10월7일 세종11년(1429)9월30일
- 60대 판한성부사 서선(徐選) 세종11년(1429)9월30일
- 61대 판한성부사 노한(盧閈) 세종13년(1431)2월29일
- 62대 판한성부사 오승(吳陞) 세종14년(1432)6월 9일
- 63대 판한성부사 서선(徐選) 세종14년(1432)9월 7일 세종15년(1433)4월20일 졸
- 64대 판한성부사 조뇌(趙賚) 세종16년(1434)8월17일
- 65대 판한성부사 이맹균(李孟畇) 세종16년(1434)12월17일 세종17년(1435)3월27일
- 66대 판한성부사 전흥(田興) 세종17년(1435)3월27일 세종17년(1435)7월26일파직
- 67대 판한성부사 류사눌(柳思訥) 세종17년(1435)7월28일
- 68대 판한성부사 이숙무(李叔畝) 세종18년(1436)5월 6일 세종19년(1437)6월30일
- 69대 판한성부사 홍여방(洪汝方) 세종19년(1437)6월30일 세종20년(1438)6월29일
- 70대 판한성부사 김맹성(金孟誠) 세종20년(1438)6월29일 세종21년(1439)4월25일
- 71대 판한성부사 한확(韓確) 세종21년(1439)4월25일 세종21년(1439)7월6일
- 72대 판한성부사 이명덕(李明德) 세종21년(1439)7월 6일 세종23년(1441)9월17일
- 73대 판한성부사 류계문(柳季聞) 세종23년(1441)9월17일
- 74대 판한성부사 권전(權專) 세종23년(1441)11월14일 세종23년(1441)11월18일
- 75대 판한성부사 최사의(崔士儀) 세종23년(1441)윤11월27일
- 76대 판한성부사 이선(李宣) 세종24년(1442)6월19일
- 77대 판한성부사 한확(韓確) 세종25년(1443)9월12일
- 78대 판한성부사 신인손(辛引孫) 세종26년(1444)7월 1일
- 79대 판한성부사 이맹진(李孟畛) 세종26년(1444)10월6일 세종27년(1445)7월 1일
- 80대 판한성부사 정갑손(鄭甲孫) 세종27년(1445)7월1일 세종28년(1446)1월24일
- 81대 판한성부사 권맹손(權孟孫) 세종28년(1446)1월24일 세종28년(1446)4월25일
- 82대 판한성부사 이견기(李堅基) 세종28년(1446)4월25일 세종28년(1446)9월 6일
- 83대 판한성부사 윤형(尹炯) 세종28년(1446)9월6일 세종28년(1446)12월2일
- 84대 판한성부사 성념조(成念祖) 세종28년(1446)12월2일 세종29년(1447)1월16일
- 85대 판한성부사 황치신(黃致身) 세종29년(1447)1월16일
- 86대 판한성부사 이맹진(李孟畛) 세종30년(1448)4월 7일
- 87대 판한성부사 고득종(高得宗) 세종30년(1448)11월 1일

### 문종
- 87대 판한성부사 이견기(李堅基) 문종즉위년(1450)11월30일

### 단종
- 88대 판한성부사 권맹손(權孟孫) 단종 즉위년(1452)7월 2일 ~ 단종 즉위년(1452)12월11일
- 89대 판한성부사 조혜(趙惠) 단종 즉위년(1452)12월11일
- 90대 판한성부사 김세민(金世敏) 단종 1년(1453)11월 8일
- 91대 판한성부사 이사임(李思任) 단종 2년(1454)1월14일
- 92대 판한성부사 강맹경(姜孟卿) 단종 2년(1454)6월27일 ~ 단종 2년(1454)8월 5일
- 93대 판한성부사 정척(鄭陟) 단종 2년(1454)8월 5일 ~

### 세조
- 94대 판한성부사 기건(奇虔) 세조1년(1455) 8월19일
- 95대 판한성부사 이사임(李思任) 세조1년(1455) 12월27일
- 96대 판한성부사 김세민(金世敏) 세조3년(1457) 7월11일
- 97대 판한성부사 김하(金何) 세조3년(1457) 9월19일 ~ 세조4년(1458) 6월28일
- 98대 판한성부사 심회(沈澮) 세조4년(1458) 6월28일
- 99대 판한성부사 이승손(李承孫) 세조5년(1459) 7월18일
- 100대 판한성부사 이순지(李純之) ? ~ ?
- 101대 판한성부사 이승손(李承孫)  세조5년(1459) 10월23일
- 102대 판한성부사 이순지(李純之) 세조5년(1459년) 11월8일 ~ ?
- 103대 판한성부사 이석형(李石亨) 세조5년(1459년) 12월3일 ~ 세조6년(1460년) 2월11일
- 104대 판한성부사 김사우(金師禹) 세조7년(1461) 1월20일 ~ 세조7년(1461) 7월19일
- 105대 판한성부사 정식(鄭軾) 세조7년(1461) 7월19일 ~ 세조 8년(1462) 3월7일
- 106대 판한성부사 김연지(金連枝) 세조8년(1462) 3월7일 ~  세조 8년(1462) 10월30일
- 107대 판한성부사 이석형(李石亨) 세조8년(1462) 10월13일 ~ 세조10년(1464) 12월5일
- 108대 판한성부사 이석형(李石亨) 세조10년(1464) 12월5일 ~ 세조10년(1464) 12월19일
- 109대 판한성부사 이석형(李石亨) 세조10년(1464) 12월19일 ~ 세조11년(1465) 8월13일
- 110대 판한성부사 이서(李墅) 세조11년(1465) 8월13일 ~ 세조12년(1466) 1월15일

## 한성부윤

### 세조
- 111대 한성부윤 이석형(李石亨) 세조12년(1466) 1월15일 ~
- 112대 한성부윤 이석형(李石亨) 세조12년(1466) 4월18일 ~
- 113대 한성부윤 이석형(李石亨) 세조12년(1466) 6월22일 ~
- 114대 한성부윤 이서(李墅) ?[1] ~ ?[2]
- 115대 한성부윤 이석형(李石亨) ?[3] ~ ?[4]
- 116대 한성부윤 윤자(尹慈) ?[5] ~ ?
- 117대 한성부윤 이석형(李石亨) ?[6] ~ 세조14년(1468년) 9월(추정)

### 예종
- 118대 한성부윤 서거정 (徐居正) 예종즉위년(1468년) 9월(추정) ~ 예종1년(1469년) 7월3일

## 한성부판윤

### 예종
- 119대 한성부판윤 서거정 (徐居正) 예종1년(1469년) 7월3일 ~ 예종1년(1469년) 7월26일
- 120대 한성부판윤 어세공 (魚世恭) 예종1년(1469년) 7월26일 ~

### 성종
- 121대 한성부판윤 김길통 (金吉通) 성종 1년(1470)6월 3일 ~  성종1년(1470)8월 6일
- 122대 한성부판윤 이훈 (李塤) 성종 1년 (1470)8월 6일
- 123대 한성부판윤 김겸광 (金謙光) 성종 2년 (1471)12월27일
- 124대 한성부판윤 권감 (權瑊) ? ~ ?
- 125대 한성부판윤 윤흠 (尹欽) ? ~ ?
- 126대 한성부판윤 어세공 (魚世恭) 성종 8년(1477)4월18일  ~  성종 9년(1478)6월 2일
- 127대 한성부판윤 서거정 (徐居正) 성종 9년(1478)6월 2일  ~  성종 9년(1478)9월24일
- 128대 한성부판윤 이숭원 (李崇元) 성종 9년(1478)9월24일  ~  성종10년(1479)8월 1일
- 129대 한성부판윤 정문형 (鄭文炯) 성종10년(1479)8월 1일
- 130대 한성부판윤 한치형 (韓致亨) 성종10년(1479)윤10월22일  ~  성종11년(1480)5월10일
- 131대 한성부판윤 이예 (李芮) 성종11년(1480)5월10일  ~  성종11년(1480)10월19일
- 132대 한성부판윤 정난종 (鄭蘭宗) 성종11년(1480)10월19일
- 133대 한성부윤 이숭원 (李崇元) 성종12년(1481)12월13일
- 134대 한성부판윤 어세공 (魚世恭) 성종13년(1482)4월 2일
- 135대 한성부판윤 정숭조 (鄭崇祖) 성종13년(1482)8월13일
- 136대 한성부판윤 이극균 (李克均) 성종14년(1483)6월28일  ~  성종15년(1484)3월18일
- 137대 한성부판윤 손순효 (孫舜孝) 성종15년(1484)3월18일  ~  성종15년(1484)6월23일
- 138대 한성부판윤 이철견 (李鐵堅) 성종15년(1484)6월23일  ~  성종15년(1484)10월26일
- 139대 한성부판윤 신준 (申浚) 성종17년(1486)3월 2일  ~  성종17년(1486)5월20일
- 140대 한성부판윤 한치형 (韓致亨) 성종17년(1486)5월20일  ~  성종17년(1486)9월 6일
- 141대 한성부판윤 어세겸 (魚世謙) 성종17년(1486)9월 6일
- 142대 한성부판윤 류자광 (柳子光) 성종18년(1487)6월 8일  ~  성종18년(1487)6월13일
- 143대 한성부판윤 이극돈 (李克墩) 성종18년(1487)6월13일
- 144대 한성부판윤 이극돈 (李克墩) 성종18년(1487)8월6일
- 145대 한성부판윤 이극증 (李克增) 성종19년(1488)8월9일
- 146대 한성부판윤 신승선 (愼承善) 성종19년(1488)9월 1일  ~  성종20년(1489)11월 7일
- 147대 한성부판윤 류지 (柳輊) 성종20년(1489)11월 7일
- 148대 한성부판윤 어세겸 (魚世謙) 성종21년(1490)4월 4일  ~  성종21년(1490)11월10일
- 149대 한성부판윤 정숭단 (鄭崇袒) 성종21년(1490)11월10일  ~  성종21년(1490)12월 5일
- 150대 한성부판윤 이봉 (李封) 성종21년(1490)12월 5일  ~  성종23년(1492)6월15일
- 151대 한성부판윤 박건 (朴楗) 성종23년(1492)6월15일  ~  성종24년(1493)6월 1일
- 152대 한성부판윤 이계동 (李季仝) 성종24년(1493)6월 1일  ~  성종24년(1493)7월29일
- 153대 한성부판윤 신준 (申浚) 성종24년(1493)7월29일
- 154대 한성부판윤 박숭질 (朴崇質) 성종25년(1494)7월23일

### 연산군
- 155대 한성부판윤 이세좌 (李世佐) 연산군1년(1495)8월 9일
- 156대 한성부판윤 이계동 (李季仝) 연산군1년(1495)10월 9일
- 157대 한성부판윤 성현 (成俔) 연산군 3년(1497)9월13일
- 158대 한성부판윤 신준 (申浚) 연산군 4년(1498)9월14일  ~  연산군 4년(1498)12월22일
- 159대 한성부판윤 류순 (柳洵)  연산군 4년(1498)12월22일  ~  연산군 5년(1499)1월26일
- 160대 한성부판윤 윤효손 (尹孝孫) 연산군 5년(1499)1월26일
- 161대 한성부판윤 강귀손 (姜龜孫) 연산군 5년(1499)11월10일
- 162대 한성부판윤 김응기 (金應箕) 연산군 6년(1500)4월11일  ~  연산군 6년(1500)7월 3일
- 163대 한성부판윤 박안성 (朴安性) 연산군 6년(1500)7월 3일  ~  연산군 6년(1500)9월28일
- 164대 한성부판윤 김자정 (金自貞) 연산군 6년(1500)9월28일
- 165대 한성부판윤 이집 (李諿) 연산군 8년(1502)1월 5일  ~  연산군 8년(1502)11월 5일
- 166대 한성부판윤 정미수 (鄭眉壽) 연산군 8년(1502)11월 5일
- 167대 한성부판윤 박숭질 (朴崇質) 연산군 9년(1503)3월 8일
- 168대 한성부판윤 박숭질 (朴崇質) 연산군10년(1504)4월 5일
- 169대 한성부판윤 민효증 (閔孝曾) 연산군10년(1504)윤4월26일
- 170대 한성부판윤 구수영 (具壽永) ? ~ ?
- 171대 한성부판윤 전림 (田霖) 연산군12년(1506)8월22일

### 중종
- 172대 한성부판윤 강혼 (姜渾) ? ~ ?
- 173대 한성부판윤 정광필 (鄭光弼) 중종 3년(1508) 11월 7일
- 174대 한성부판윤 이점 (李坫) 중종 3년(1508) 11월10일
- 175대 한성부판윤 김전 (金詮) 중종 4년(1509) 12월28일
- 176대 한성부판윤 이계남 (李季男) ? ~ ?
- 177대 한성부판윤 윤순 (尹珣) 중종 5년(1510) 7월 13일  ~  중종 5년(1510) 9월 3일
- 178대 한성부판윤 안윤덕 (安潤德) 중종 5년(1510) 9월 3일
- 179대 한성부판윤 정광좌 (鄭光佐) ? ~ ?
- 180대 한성부판윤 안윤덕 (安潤德) ? ~ ?
- 181대 한성부판윤 이점 (李坫) 중종 7년(1512) 5월12일  ~  중종 7년(1512) 10월 7일
- 182대 한성부판윤 강혼 (姜渾) 중종 7년(1512) 9월23일
- 183대 한성부판윤 안당 (安瑭) 중종 9년(1514) 1월 16일
- 184대 한성부판윤 고형산 (高荊山) 중종 9년(1514) 9월14일  ~  중종 9년(1514) 10월 1일
- 185대 한성부판윤 이자건 (李自健) 중종 9년(1514) 10월 1일  ~  중종10년(1515) 10월 4일
- 186대 한성부판윤 성몽정 (成夢井) 중종10년(1515) 10월 4일  ~  중종11년(1516) 1월 10일
- 187대 한성부판윤 윤순 (尹珣) 중종11년(1516) 1월 11일
- 188대 한성부판윤 한세환 (韓世桓) 중종12년(1517) 7월 29일  ~  중종12년(1517) 8월 22일
- 189대 한성부판윤 최숙생 (崔淑生)  중종12년(1517) 8월 22일
- 190대 한성부판윤 홍숙 (洪淑) 중종12년(1517) 8월 28일
- 191대 한성부판윤 권균 (權鈞) 중종13년(1518) 11월 11일
- 192대 한성부판윤 한형윤 (韓亨允) 중종13년(1518) 12월 9일
- 193대 한성부판윤 심정 (沈貞) 중종13년(1518) 12월 9일  ~  중종14년(1519) 1월 23일
- 194대 한성부판윤 신상 (申鏛) 중종14년(1519) 1월 26일
- 195대 한성부판윤 이자 (李耔) 중종14년(1519) 2월 13일
- 196대 한성부판윤 한세환 (韓世桓) 중종14년(1519) 3월 15일
- 197대 한성부판윤 한형윤 (韓亨允) 중종14년(1519) 12월 17일
- 198대 한성부판윤 임유겸 (任由謙) 중종16년(1521) 5월 11일
- 199대 한성부판윤 이자건 (李自健) ? ~ ?
- 200대 한성부판윤 한형윤 (韓亨允) 중종17년(1522) 8월 12일
- 201대 한성부판윤 류담년 (柳聃年) 중종20년(1525) 9월 10일
- 202대 한성부판윤 황맹헌 (黃孟獻) 중종20년(1525) 9월 27일
- 203대 한성부판윤 손중돈 (孫仲敦) 중종21년(1526) 9월 24일  ~  중종21년(1526) 11월 23일
- 204대 한성부판윤 성운 (成雲) 중종21년(1526) 11월 23일  ~   중종22년(1527) 1월 18일
- 205대 한성부판윤 김당 (金璫) 중종22년(1527) 1월 18일
- 206대 한성부판윤 홍언필 (洪彦弼) 중종24년(1529) 6월 16일  ~  중종24년(1529) 8월 2일
- 207대 한성부판윤 이사균 (李思均) 중종24년(1529) 8월 2일  ~  중종24년(1529) 9월 4일
- 208대 한성부판윤 김근사 (金謹思) 중종24년(1529) 9월 4일
- 209대 한성부판윤 서지 (徐祉) ? ~ ?
- 210대 한성부판윤 윤은보 (尹殷輔) 중종25년(1530) 11월 14일
- 211대 한성부판윤 김근사 (金謹思) 중종26년(1531) 4월 16일
- 212대 한성부판윤 홍숙 (洪淑) 중종26년(1531) 5월 25일  ~  중종26년(1531) 윤6월 27일
- 213대 한성부판윤 김안로 (金安老) 중종26년(1531) 윤 6월 27일  ~ 중종26년(1531) 8월 29일
- 214대 한성부판윤 홍언필 (洪彦弼) 중종26년(1531) 8월 29일
- 215대 한성부판윤 김당 (金璫) 중종26년(1531)11월 7일
- 216대 한성부판윤 한형윤 (漢亨允) 중종26년(1531) 11월 25일
- 217대 한성부판윤 이사균 (李思鈞) ? ~ ?
- 218대 한성부판윤 박호 (朴壕) 중종27년(1532) 12월 15일
- 219대 한성부판윤 서지 (徐祉) 중종27년(1532) 12월 29일
- 220대 한성부판윤 조윤손 (曺閏孫) ? ~ ?
- 221대 한성부판윤 서지 (徐祉) ? ~ ?
- 222대 한성부판윤 소세양 (蘇世讓) 중종28년(1533) 7월 25일  ~  중종28년(1533) 11월 12일
- 223대 한성부판윤 신공제 (申公濟) 중종28년(1533) 11월 12일
- 224대 한성부판윤 심언경 (沈彦慶) 중종29년(1534) 4월 18일
- 225대 한성부판윤 소세양 (蘇世讓) 중종29년(1534) 6월 23일
- 226대 한성부판윤 서지 (徐祉) 중종30년(1535) 1월 24일  ~  중종31년(1536) 4월 7일
- 227대 한성부판윤 허흡 (許洽) 중종31년(1536) 4월 7일
- 228대 한성부판윤 이사균 (李思鈞) 중종31년(1536) 6월 6일  ~  중종31년(1536) 8월 5일
- 229대 한성부판윤 오결 (吳潔) 중종31년(1536) 8월 5일  ~  중종32년(1537) 5월 29일
- 230대 한성부판윤 윤임 (尹任) 중종32년(1537) 5월 29일
- 231대 한성부판윤 이기 (李芑) 중종33년(1538) 5월 7일  ~  중종33년(1538) 10월 21일
- 232대 한성부판윤 황침 (黃琛) 중종33년(1538)10월 21일
- 233대 한성부판윤 권벌 (權撥) 중종34년(1539) 6월 24일
- 234대 한성부판윤 반석평 (潘碩枰) 중종34년(1539) 7월 25일
- 235대 한성부판윤 이기 (李芑) 중종34년(1539) 10월 28일  ~  중종35년(1540) 1월 4일
- 236대 한성부판윤 권벌 (權撥) 중종35년(1540) 1월 4일  ~  중종35년(1540) 4월 16일
- 237대 한성부판윤 한윤창 (韓胤昌) 중종35년(1540) 4월 16일
- 238대 한성부판윤 김안국 (金安國) 중종35년(1540) 5월 28일 ~ 중종35년(1540) 7월 25일
- 239대 한성부판윤 김인손 (金麟孫) 중종35년(1540) 7월 25일
- 240대 한성부판윤 권벌 (權 撥) 중종35년(1540) 8월 1일 ~ 중종35년(1540) 11월 30일
- 241대 한성부판윤 이기 (李芑) 중종35년(1540) 11월 30일  ~  중종36년(1541) 6월 19일
- 242대 한성부판윤 우맹선 (禹孟善) 중종36년(1541) 6월 21일  ~  중종36년(1541) 9월 10일
- 243대 한성부판윤 이언적 (李彦迪) 중종36년(1541) 9월 10일  ~  중종36년(1541) 9월 27일
- 244대 한성부판윤 상진 (尙震) 중종36년 (1541) 9월 27일
- 245대 한성부판윤 신광한 (申光漢) 중종37년(1542) 11월 29일  ~  중종38년(1543) 2월 4일
- 246대 한성부판윤 허자 (許磁) 중종38년(1543) 2월 4일
- 247대 한성부판윤 정사룡 (鄭士龍) 중종38년(1543) 2월 8일  ~  중종39년(1544) 정월 21일
- 248대 한성부판윤 황헌 (黃憲) 중종39년(1544) 1월 22일
- 249대 한성부판윤 이언적 (李彦迪) 중종39년(1544) 6월 23일
- 250대 한성부판윤 허자 (許磁) 중종39년(1544) 7월 22일  ~  중종39년(1544) 8월 18일
- 251대 한성부판윤 우맹선 (禹孟善) 중종39년(1544) 8월 18일
- 252대 한성부판윤 윤사익 (尹思翼) 중종39년(1544) 10월 10일

### 명종
- 253대 한성부판윤 박수량 (朴守良) 명종 1년(1546) 9월10일
- 254대 한성부판윤 송겸 (宋㻩) 명종 2년(1547) 3월18일  ~  명종 2년(1547)10월12일
- 255대 한성부판윤 황헌 (黃憲) 명종 2년(1547)10월12일
- 256대 한성부판윤 최연 (崔演) 명종 2년(1547)10월18일
- 257대 한성부판윤 안현 (安玹) 명종 3년(1548) 4월17일
- 258대 한성부판윤 정세호 (鄭世虎) 명종 4년(1549) 7월18일
- 259대 한성부판윤 이준경 (李浚慶) 명종 5년(1550) 1월17일
- 260대 한성부판윤 이명규 (李名珪) 명종 5년(1550) 2월13일
- 261대 한성부판윤 정세호 (鄭世虎) 명종 5년(1550) 2월26일
- 262대 한성부판윤 이명규 (李名珪) 명종 6년(1551) 2월25일
- 263대 한성부판윤 조광원 (曺光遠) 명종 6년(1551) 8월 4일
- 264대 한성부판윤 홍섬 (洪暹) 명종 6년(1551) 8월 9일
- 265대 한성부판윤 이미 (李薇) 명종 7년(1552) 5월27일
- 266대 한성부판윤 박수량 (朴守良) 명종 7년(1552) 7월26일
- 267대 한성부판윤 신영 (申瑛) 명종 7년(1552)10월16일
- 268대 한성부판윤 박수량 (朴守良) 명종 8년(1553) 1월29일
- 269대 한성부판윤 이명규 (李名珪) 명종 8년(1553)윤3월8일
- 270대 한성부판윤 이명 (李蓂) 명종 8년(1553)윤3월18일
- 271대 한성부판윤 신영 (申瑛) 명종 8년(1553) 4월29일
- 272대 한성부판윤 장언량 (張彦良) 명종 8년(1553) 5월 2일
- 273대 한성부판윤 심광언 (沈光彦) 명종 8년(1553) 6월 3일
- 274대 한성부판윤 박수량 (朴守良) 명종 8년(1553)10월25일
- 275대 한성부판윤 조광원 (曹光遠) 명종 9년(1554) 6월 5일
- 276대 한성부판윤 심통원 (沈通源) 명종10년(1555) 5월15일
- 277대 한성부판윤 권찬 (權纘) 명종11년(1556) 7월19일
- 278대 한성부판윤 심통원 (沈通源) ? ~ ?
- 279대 한성부판윤 권찬 (權纘)
- 280대 한성부판윤 조광원 (曺光源) 명종12년(1557)11월13일
- 281대 한성부판윤 윤춘년 (尹春年) 명종13년(1558) 4월 22일
- 282대 한성부판윤 심광언 (沈光彦) 명종13년(1558) 5월 4일  ~  명종13년(1558) 8월28일
- 283대 한성부판윤 김수문 (金秀文) 명종13년(1558) 8월28일
- 284대 한성부판윤 채세영 (蔡世英) 명종13년(1558)12월 7일
- 285대 한성부판윤 정응두 (鄭應斗) 명종14년(1559) 2월18일  ~  명종14년(1559) 8월25일
- 286대 한성부판윤 송기수 (宋麒壽) 명종14년(1559) 8월25일
- 287대 한성부판윤 조언수 (趙彦秀) 명종14년(1559)11월28일
- 288대 한성부판윤 이몽량 (李夢亮) 명종15년(1560) 7월 3일  ~  명종15년(1560)11월20일
- 289대 한성부판윤 남치근 (南致勤) 명종15년(1560)11월20일
- 290대 한성부판윤 김개 (金鎧) 명종16년(1561) 4월12일
- 291대 한성부판윤 조언수 (趙彦秀) 명종17년(1562) 6월28일  ~  명종18년(1563) 1월27일
- 292대 한성부판윤 신희복 (愼希復) 명종18년(1563) 1월27일  ~  명종18년(1563) 7월17일
- 293대 한성부판윤 김수문 (金秀文) 명종18년(1563) 7월17일
- 294대 한성부판윤 이몽량 (李夢亮) 명종19년(1564)윤2월28일  ~  명종19년(1564) 7월 4일
- 295대 한성부판윤 기대항 (奇大恒) 명종19년(1564) 7월 4일  ~  명종19년(1564) 7월13일
- 296대 한성부판윤 김수문 (金秀文) 명종19년(1564) 7월20일
- 297대 한성부판윤 홍담 (洪曇) 명종20년(1565) 1월20일
- 298대 한성부판윤 김수문 (金秀文) 명종20년(1565) 6월10일  ~  명종20년(1565) 9월 7일
- 299대 한성부판윤 민기 (閔箕) 명종20년(1565)10월19일  ~  명종20년(1565)12월26일
- 300대 한성부판윤 강섬 (姜暹) 명종20년(1565)12월26일  ~  명종21년(1566)3월12일파직
- 301대 한성부판윤 유강 (兪絳) 명종21년(1566) 3월12일
- 302대 한성부판윤 이탁 (李鐸) 명종21년(1566) 8월28일
- 303대 한성부판윤 심광언 (沈光彦) 명종21년(1566) 9월10일
- 304대 한성부판윤 남궁침 (南宮忱) 명종21년(1566) 9월27일
- 305대 한성부판윤 정종영 (鄭宗榮) 명종21년(1566)10월 8일
- 306대 한성부판윤 성세장 (成世章) 명종22년(1567) 2월14일
- 307대 한성부판윤 류잠 (柳潛) 명종22년(1567) 4월 8일  ~  명종22년(1567) 4월25일
- 308대 한성부판윤 유강 (兪絳) 명종22년(1567) 4월25일  ~  명종22년(1567) 5월 3일
- 309대 한성부판윤 민기 (閔箕) 명종22년(1567) 5월 3일  ~  명종22년(1567) 5월 5일

- 310대 한성부 판윤 임열 (任說) 명종22년(1567) 5월 5일

### 선조
- 311대 한성부 판윤 정대년 (鄭大年) 선조 1년(1568) 12월 1일 ~ ?
- 312대 한성부 판윤 박순 (朴淳) 선조 1년(1568) 4월 8일 ~ ?
- 313대 한성부 판윤 송순 (宋純) 선조 2년(1569) 11월 1일 ~ 선조 2년(1569) 11월 1일
- 314대 한성부 판윤 정종영 (鄭宗榮) 선조 4년(1571) 12월 1일 ~ ?
- 315대 한성부 판윤 오상 (吳祥) ? ~ 선조 6년(1569) 3월 2일
- 316대 한성부 판윤 임열 (任說) ? ~ 선조 6년(1573) 8월 24일
- 317대 한성부 판윤 강섬 (姜暹) 선조 6년(1573) 8월 24일 ~ 선조 7년(1574) 2월 7일
- 318대 한성부 판윤 심수경 (沈守慶) 선조 7년(1574) 2월 10일 ~ 선조 7년(1574) 11월 28일
- 319대 한성부 판윤 류잠 (柳潛) 선조 7년(1574) 11월 28일 ~ ?
- 320대 한성부 판윤 강사상 (姜士尙) 선조 7년(1574) 12월 5일 ~ ?
- 321대 한성부 판윤 임열 (任說)
- 322대 한성부 판윤 유홍 (兪泓) 선조15년(1582) 12월 26일 ~ ?
- 323대 한성부 판윤 류전 (柳琠) 선조16년(1583) 9월 8일 ~ ?
- 324대 한성부 판윤 권극례 (權克禮) 선조22년(1589) 4월 16일 ~ ?
- 325대 한성부 판윤 김수 (金睟) 선조25년(1592) 6월 1일 ~ ?
- 326대 한성부 판윤 김수 (金睟) 선조25년(1592) 8월 7일 ~ ?
- 327대 한성부 판윤 김수 (金睟) 선조25년(1592) 11월 25일 ~ 선조25년(1592) 11월 30일
- 328대 한성부 판윤 이덕형 (李德馨) 선조25년(1592) 12월 18일 ~ ?
- 329대 한성부 판윤 한준 (韓準) 선조26년(1593) 1월 13일 ~ ?
- 330대 한성부 판윤 류근 (柳根) 선조26년(1593) 1월 28일 ~ ?
- 331대 한성부 판윤 이덕형 (李德馨) 선조26년(1593) 4월 25일 ~ ?
- 331대 한성부 판윤 류근 (柳根)
- 333대 한성부 판윤 이헌국 (李憲國)
- 334대 한성부 판윤 홍진 (洪進) 선조26년(1593) 9월 10일 ~ ?
- 335대 한성부 판윤 김명원 (金命元)
- 336대 한성부 판윤 류근 (柳根) 선조28년(1595) 9월 24일 ~ ?
- 337대 한성부 판윤 권율 (權慄) 선조28년(1595) 10월 9일 ~ ?
- 338대 한성부 판윤 신점 (申點)
- 339대 한성부 판윤 윤자신 (尹自新) 선조30년(1597) 6월 15일
- 340대 한성부 판윤 이축 (李軸) 선조30년(1597) 8월 22일 ~ ?
- 341대 한성부 판윤 류자신 (柳自新) 선조30년(1597)12월 23일 ~ 선조31년(1598) 2월 12일
- 342대 한성부 판윤 이충원 (李忠元) 선조31년(1598) 2월 13일 ~ ?
- 343대 한성부 판윤 조경 (趙儆)  ? ~ ?
- 344대 한성부 판윤 이축 (李軸) 선조31년(1598) 8월 7일 ~
- 345대 한성부 판윤 홍여순 (洪汝淳) 선조31년(1598)10월 25일 ~
- 346대 한성부 판윤 이광정 (李光庭) 선조32년(1599) 3월 4일 ~
- 347대 한성부 판윤 장운익 (張雲翼) 선조32년(1599) 4월 23일 ~
- 348대 한성부 판윤 이충원 (李忠元) 선조32년(1599) 7월 12일 ~
- 349대 한성부 판윤 이축 (李軸) 선조34년(1601) 1월 6일 ~
- 350대 한성부 판윤 신잡 (申磼) 선조34년(1601) 1월 26일 ~
- 351대 한성부 판윤 류근 (柳根) 선조34년(1601) 2월 12일 ~ 선조34년(1601) 5월 14일
- 352대 한성부 판윤 성영 (成泳) 선조34년(1601) 5월 16일 ~
- 353대 한성부 판윤 한효순 (韓孝純) 선조34년(1601) 7월 5일 ~
- 354대 한성부 판윤 허욱 (許頊) 선조34년(1601) 7월 26일 ~
- 355대 한성부 판윤 한효순 (韓孝純) 선조34년(1601) 9월 18일 ~
- 356대 한성부 판윤 이시언 (李時言) 선조34년(1601) 12월 2일 ~
- 357대 한성부 판윤 서성 (徐渻) 선조35년(1602) 3월 25일 ~
- 358대 한성부 판윤 김신원 (金信元) 선조36년(1602) 8월 7일 ~
- 359대 한성부 판윤 이준 (李準) 선조36년(1602) 8월 17일 ~
- 360대 한성부 판윤 신흠 (申欽) 선조38년(1605)11월30일 ~ 선조39년(1606) 4월 28일
- 361대 한성부 판윤 윤방 (尹昉) 선조39년(1606) 4월 28일 ~
- 362대 한성부 판윤 이시언 (李時彦) 선조40년(1607) 4월 13일 ~

### 광해군
- 363대 한성부 판윤 정인홍 (鄭仁弘) 광해군 즉위년 3월 1일 ~
- 364대 한성부 판윤 이시언 (李時彦) 광해군 즉위년(1608) 11월 23일 ~
- 365대 한성부 판윤 조정 (趙挺) 광해군1년(1609) 4월 1일 ~
- 366대 한성부 판윤 조정 (趙挺) 광해군1년(1609) 5월 22일 ~
- 367대 한성부 판윤 김상용 (金尙容) 광해군1년(1609) 7월 3일 ~
- 368대 한성부 판윤 김상용 (金尙容) 광해군1년(1609) 10월 28일 ~
- 369대 한성부 판윤 오억령 (吳億齡) 광해군2년(1610)  윤3월 6일 ~
- 370대 한성부 판윤 한준겸(韓浚謙) ? ~ ?
- 371대 한성부 판윤 민몽룡(閔夢龍) 광해군2년(1610) 8월 23일 ~ ?
- 372대 한성부 판윤 조정(趙挺) 광해군3년(1611) 2월 13일 ~ ?
- 373대 한성부 판윤 류희분(柳希奮) 광해군3년(1611) 8월 9일 ~ ?
- 374대 한성부 판윤 김상용(金尙容) ? ~ ?
- 375대 한성부 판윤 류공량(柳公亮) ? ~ ?
- 376대 한성부 판윤 이충(李庶) 광해군7년(1615) 12월 21일 ~ ?
- 377대 한성부 판윤 이지완(李志完) 광해군8년(1616) 6월 15일 ~ ?
- 378대 한성부 판윤 윤선(尹銑) 광해군9년(1617) 1월 26일 ~ ?
- 379대 한성부 판윤 김신국(金藎國) 광해군10년(1618) 9월 12일 ~ ?
- 380대 한성부 판윤 강홍립(姜弘立) 광해군11년(1619) 3월 11일 ~ ?
- 381대 한성부 판윤 한희길(韓希吉) 광해군11년(1619) 7월 16일 ~ ?
- 382대 한성부 판윤 권진(權縉) 광해군13년(1621) 3월 27일 ~ ?
- 383대 한성부 판윤 윤선(尹銑) 광해군13년(1621) 4월 2일 ~ ?

### 인조
- 384대 한성부 판윤 이시발(李時發) 인조 1년(1623) 7월 6일 ~ ?
- 385대 한성부 판윤 이덕형(李德泂) 인조 1년(1624) 7월 23일 ~ ?
- 386대 한성부 판윤 김신국(金藎國) 인조 2년(1624) 3월 29일 ~ ?
- 387대 한성부 판윤 이서(李曙) ? ~ ?
- 388대 한성부 판윤 김신국(金藎國) 인조 3년(1625) 7월 29일 ~ ?
- 389대 한성부 판윤 심열(沈悅) 인조 3년(1625) 10월 6일 ~ ?
- 390대 한성부 판윤 구굉(具宏) ? ~ ?
- 391대 한성부 판윤 이덕형(李德泂) 인조 4년(1626) 윤6월 10일 ~ ?
- 392대 한성부 판윤 최관(崔瓘) 인조 4년(1626) 10월 26일 ~ ?
- 393대 한성부 판윤 권반(權盼) ?  ~ 인조 5년(1627) 12월 1일 ~ ?
- 394대 한성부 판윤 김자점(金自點) ? ~ ?
- 395대 한성부 판윤 김자점(金自點) 인조 8년(1630) 1월 19일 ~ ?
- 396대 한성부 판윤 심기원(沈器遠) ? ~ ?
- 397대 한성부 판윤 심집(沈諿) ? ~ ?
- 398대 한성부 판윤 최명길(崔鳴吉) ? ~ ?
- 399대 한성부 판윤 김경징(金慶徵) 인조14년(1636) 11월 26일 ~ ?
- 400대 한성부 판윤 심열 (沈悅)
- 401대 한성부 판윤 민형남 (閔馨男)
- 402대 한성부 판윤 윤휘 (尹暉)  인조16년(1638)  3월 20일
- 403대 한성부 판윤 김자점 (金自點)
- 404대 한성부 판윤 허휘 (許徽)
- 405대 한성부 판윤 홍진도 (洪振道)
- 406대 한성부 판윤 이시백 (李時白)

### 효종
- 407대 한성부 판윤 이시방 (李時昉)  효종 즉위년(1649) 6월 19일
- 408대 한성부 판윤 이경엄 (李景嚴)  효종 즉위년(1649) 7월 20일
- 409대 한성부 판윤 윤이지 (尹履之)  효종 즉위년(1649) 8월 1일
- 410대 한성부 판윤 김광욱 (金光煜) 효종 1년(1650)  7월 20일
- 411대 한성부 판윤 윤이지 (尹履之)  효종 1년(1650) 10월 18일
- 412대 한성부 판윤 윤경 (尹絅)
- 413대 한성부 판윤 김광욱 (金光煜)
- 414대 한성부 판윤 이완 (李浣) ?[7] ~ 효종 8년(1657)  4월 11일
- 415대 한성부 판윤 윤강 (尹絳)  효종 8년(1657)  4월 11일 ~
- 416대 한성부 판윤 이완 (李浣) ?[8] ~ 효종 9년(1658)  4월 16일
- 417대 한성부 판윤 윤강 (尹絳)  효종 9년(1658)  4월 16일 ~ 효종10년(1659)  4월 13일
- 418대 한성부 판윤 허적 (許積)  효종10년(1659)  4월 13일 ~ ?[9]

### 현종
- 419대 한성부 판윤 이완 (李浣) ?[10] ~ 현종 즉위년(1659) 8월 23일
- 420대 한성부 판윤 이시방 (李時昉)  현종 즉위년(1659) 8월 23일
- 421대 한성부 판윤 김남중 (金南重)  현종 1년(1660)  1월 28일
- 422대 한성부 판윤 오준 (吳竣)  현종 1년(1660)  3월 18일
- 423대 한성부 판윤 이완 (李浣)  현종 1년(1660)  4월 5일
- 424대 한성부 판윤 이완 (李浣)  현종 1년(1660) 11월 18일
- 425대 한성부 판윤 여이재 (呂爾載)  현종 3년(1662)  3월 7일
- 426대 한성부 판윤 허적 (許積)  현종 3년(1662) 11월 12일
- 427대 한성부 판윤 조계원 (趙啓遠)  현종 4년(1663)  1월 5일
- 428대 한성부 판윤 윤강 (尹絳)  현종 4년(1663)  1월 27일
- 429대 한성부 판윤 윤순지 (尹順之)  현종 4년(1663)  2월 11일
- 430대 한성부 판윤 박장원 (朴長遠)  현종 4년(1663)  6월 21일
- 431대 한성부 판윤 여이재 (呂爾載)  현종 4년(1663)  8월 11일
- 432대 한성부 판윤 윤강 (尹絳) 현종 4년(1663) 11월 9일
- 433대 한성부 판윤 허적 (許積) 현종 4년(1663) 11월 24일
- 434대 한성부 판윤 윤순지 (尹順之) 현종 5년(1664)  2월 6일
- 435대 한성부 판윤 윤강 (尹絳) 현종 5년(1664) 3월 21일
- 436대 한성부 판윤 조형 (趙珩) 현종 5년(1664) 4월 16일
- 437대 한성부 판윤 류혁연 (柳赫然) 현종 5년(1664) 4월 29일
- 438대 한성부 판윤 이일상 (李一相) 현종 5년(1664) 7월 27일
- 439대 한성부 판윤 정치화 (鄭致和) 현종 5년(1664) 9월 3일
- 440대 한성부 판윤 윤이지 (尹履之)
- 441대 한성부 판윤 이완 (李浣)  현종 5년(1664) 10월 9일
- 442대 한성부 판윤 오정일 (吳挺一) 현종 5년(1664) 11월 13일
- 443 한성부 판윤 정치화 (鄭致和) 현종 6년(1665) 10월 23일
- 444대 한성부 판윤 윤강 (尹絳)  현종 6년(1665) 10월30일
- 445대 한성부 판윤 박장원 (朴長遠) 현종 6년(1665) 11월 12일
- 446대 한성부 판윤 오정일 (吳挺一) 현종 6년(1665) 11월 20일
- 447대 한성부 판윤 김좌명 (金佐明) 현종 7년(1666)  6월 20일
- 448대 한성부 판윤 오정일 (吳挺一) 현종 7년(1666) 10월 12일
- 449대 한성부 판윤 오정일 (吳挺一) 현종 7년(1666) 12월 14일
- 450대 한성부 판윤 조계원 (趙啓遠) 현종 9년(1668) 3월 28일
- 451대 한성부 판윤 이정영 (李正英) 현종 9년(1668) 8월 2일 현종 9년(1668)  8월 21일
- 452대 한성부 판윤 이완 (李浣) 현종 9년(1668)  4월 27일
- 453대 한성부 판윤 이완 (李浣) 현종 9년(1668)  9월 14일
- 454대 한성부 판윤 오정일 (吳挺一) 현종 9년(1668) 10월 25일
- 455대 한성부 판윤 정지화 (鄭知和) 현종10년(1669) 1월 11일 현종10년(1669)  1월 20일
- 456대 한성부 판윤 조복양 (趙復陽) 현종10년(1669) 1월 28일
- 457대 한성부 판윤 민희 (閔 熙)  현종10년(1669)  2월 5일
- 458대 한성부 판윤 박장원 (朴長遠) 현종10년(1669) 3월 18일 현종10년(1669)  4월 8일
- 459대 한성부 판윤 정지화 (鄭知和) 현종10년(1669) 4월 11일
- 460대 한성부 판윤 민희 (閔熙) 현종11년(1670)  1월 4일
- 461대 한성부 판윤 조형 (趙珩)
- 462대 한성부 판윤 김수흥 (金壽興) 현종11년 (1670) 5월 17일
- 463대 한성부 판윤 정지화 (鄭知和) 현종11년 (1670) 6월 1일
- 464대 한성부 판윤 서필원 (徐必遠) 현종11년 (1670) 6월 20일
- 465대 한성부 판윤 이완 (李浣) 현종11년 (1670) 12월 10일
- 466대 한성부 판윤 민정중 (閔鼎重) 현종12년 (1671) 1월 25일
- 467대 한성부 판윤 박장원 (朴長遠) 현종12년 (1671) 3월 28일
- 468대 한성부 판윤 이완 (李浣) 현종12년 (1671) 4월 8일
- 469대 한성부 판윤 이경억 (李慶億) 현종12년 (1671) 5월 18일
- 470대 한성부 판윤 이정영 (李正英)
- 471대 한성부 판윤 민유중 (閔維重) 현종13년 (1672) 11월 9일
- 472대 한성부 판윤 민정중 (閔鼎重) 현종13년 (1672) 11월 21일
- 473대 한성부 판윤 이완 (李浣) 현종13년 (1672) 12월 19일
- 474대 한성부 판윤 민희 (閔熙) 현종14년 (1673) 1월 16일
- 475대 한성부 판윤 이정영 (李正英) 현종14년 (1673) 5월5일
- 476대 한성부 판윤 류혁연 (柳赫然) 현종14년 (1673) 5월 20일
- 477대 한성부 판윤 이은상 (李殷相) 현종14년 (1673) 12월 26일
- 478대 한성부 판윤 김우형 (金宇亨) 현종15년 (1674) 7월 5일

### 숙종
- 479대 한성부 판윤 이정영 (李正英) 숙종2년 (1676) 5월 5일
- 480대 한성부 판윤 신여철 (申汝哲) 숙종3년 (1677) 1월 27일
- 481대 한성부 판윤 이정영 (李正英) 숙종3년 (1677) 2월9일
- 482대 한성부 판윤 목래선 (睦來善) 숙종3년 (1677) 3월 10일
- 483대 한성부 판윤 장선징 (張善生) 숙종3년 (1677) 6월 10일
- 484대 한성부 판윤 오정위 (吳挺緯) 숙종3년 (1677) 10월 10일
- 485대 한성부 판윤 정익 (鄭榏) 숙종4년 (1678) 2월 10일
- 486대 한성부 판윤 남용익 (南龍翼) 숙종4년 (1678) 5월 21일
- 487대 한성부 판윤 이원정 (李元禎) 숙종4년 (1678) 7월 4일
- 488대 한성부 판윤 김우형 (金宇亨) 숙종4년 (1678) 9월 15일
- 489대 한성부 판윤 류혁연 (柳赫然) 숙종5년 (1679) 3월 25일
- 490대 한성부 판윤 민점 (閔點) 숙종5년 (1679) 4월 10일
- 491대 한성부 판윤 이관징 (李觀徵) 숙종5년 (1679) 4월 13일
- 492대 한성부 판윤 이정영(李正英)
- 493대 한성부 판윤 정재숭(鄭載嵩) 숙종 5년(1679) 7월25일
- 494대 한성부 판윤 정익(鄭榏) 숙종 5년(1679) 9월 6일
- 495대 한성부 판윤 민암(閔黯) 숙종 5년(1679)10월13일
- 496대 한성부 판윤 정재숭(鄭載嵩) 숙종 5년(1679)10월26일
- 497대 한성부 판윤 이정영(李正英) 숙종 6년(1680) 1월11일
- 498대 한성부 판윤 김우형(金宇亨) 숙종 6년(1680) 5월26일
- 499대 한성부 판윤 이관징(李觀徵) 숙종 6년(1680) 7월18일
- 500대 한성부 판윤 조사석(趙師錫) 숙종 6년(1680)10월15일
- 501대 한성부 판윤 김덕원(金德遠) 숙종 6년(1680)11월 7일
- 502대 한성부 판윤 이정영(李正英) 숙종 6년(1680)11월27일
- 503대 한성부 판윤 구일(具鎰) 숙종 6년(1680)12월16일
- 504대 한성부 판윤 박신규(朴信圭) 숙종 7년(1681) 9월 5일
- 505대 한성부 판윤 이지익(李之翼) 숙종 7년(1681)10월19일
- 506대 한성부 판윤 김덕원(金德遠) 숙종 7년(1681)12월11일
- 507대 한성부 판윤 남용익(南龍翼) 숙종 8년(1682) 1월18일
- 508대 한성부 판윤 정재숭(鄭載嵩) 숙종 8년(1682) 4월16일
- 509대 한성부 판윤 김덕원(金德遠) 숙종 8년(1682) 5월19일
- 510대 한성부 판윤 박신규(朴信圭) 숙종 8년(1682) 7월 4일
- 511대 한성부 판윤 목래선(睦來善) 숙종 9년(1683)11월14일
- 512대 한성부 판윤 오두인(吳斗寅) 숙종10년(1684) 9월10일
- 513대 한성부 판윤 이민서(李敏敍) 숙종10년(1684)12월19일
- 514대 한성부 판윤 이익(李翊)
- 515대 한성부 판윤 박신규(朴信圭) 숙종11년(1685) 2월 8일 ~ 숙종11년(1685) 5월 2일
- 516대 한성부 판윤 이민서(李敏敍) 숙종11년(1685) 5월22일
- 517대 한성부 판윤 이숙(李䎘) 숙종11년(1685) 6월24일
- 518대 한성부 판윤 오두인(吳斗寅) 숙종11년(1685) 6월25일
- 519대 한성부 판윤 신정(申晸) 숙종12년(1686) 3월 8일
- 520대 한성부 판윤 김덕원(金德遠) 숙종12년(1686) 4월16일
- 521대 한성부 판윤 김우석(金禹錫) 숙종12년(1686) 6월24일
- 522대 한성부 판윤 오두인(吳斗寅) 숙종12년(1686) 9월 6일
- 523대 한성부 판윤 이숙(李䎘) 숙종12년(1686)10월29일 ~ 숙종13년(1687) 2월 2일
- 524대 한성부 판윤 이익(李翊) 숙종13년(1686) 1월 5일
- 525대 한성부 판윤 윤계(尹堦) 숙종13년(1687) 2월 2일
- 526대 한성부 판윤 김우석(金禹錫) 숙종13년(1687) 2월25일
- 527대 한성부 판윤 심재(沈梓) 숙종13년(1687) 6월21일
- 528대 한성부 판윤 김덕원(金德遠) 숙종14년(1688)10월 3일
- 529대 한성부 판윤 이지익(李之翼) 숙종14년(1688)12월27일
- 530대 한성부 판윤 오시복(吳始復) 숙종15년(1689) 3월 6일
- 531대 한성부 판윤 윤이제(尹以濟) 숙종15년(1689) 5월 1일 ~ 숙종15년(1689) 5월11일
- 532대 한성부 판윤 윤지완(尹趾完) 숙종15년(1689) 5월11일
- 533대 한성부 판윤 이우정(李宇鼎) 숙종15년(1689) 6월 3일
- 534대 한성부 판윤 유하익(兪夏益) 숙종16년(1690) 3월 8일
- 535대 한성부 판윤 윤이제(尹以濟) 숙종16년(1690)11월16일
- 536대 한성부 판윤 유하익(兪夏益) 숙종17년(1691) 4월24일
- 537대 한성부 판윤 정유악(鄭維岳) 숙종17년(1691) 6월19일
- 538대 한성부 판윤 이의징(李義徵) 숙종18년(1692) 7월16일
- 539대 한성부 판윤 류명천(柳命天) 숙종19년(1693)10월 1일
- 540대 한성부 판윤 신후재(申厚載) 숙종19년(1693)11월 9일
- 541대 한성부 판윤 이세백(李世白) 숙종20년(1694) 4월23일
- 542대 한성부 판윤 신완(申琓) 숙종20년(1694) 7월 2일
- 543대 한성부 판윤 서문중(徐文重) 숙종20년(1694) 8월 2일
- 544대 한성부 판윤 이수언(李秀彦) 숙종20년(1694)10월15일
- 545대 한성부 판윤 신여철(申汝哲) 숙종20년(1694)11월12일
- 546대 한성부 판윤 정재희(鄭載禧) 숙종21년(1695) 3월17일
- 547대 한성부 판윤 정재희(鄭載禧) 숙종21년(1695) 5월16일
- 548대 한성부 판윤 임상원(任相元) 숙종21년(1695)10월 5일
- 549대 한성부 판윤 최석정(崔錫鼎) 숙종22년(1696) 2월21일
- 550대 한성부 판윤 임상원(任相元) ? ~ 숙종22년(1696) 2월25일
- 551대 한성부 판윤 이수언(李秀彦) 숙종22년(1696) 2월30일
- 552대 한성부 판윤 민진장(閔鎭長) 숙종22년(1696) 4월23일
- 553대 한성부 판윤 최석정(崔錫鼎) 숙종22년(1696) 4월27일
- 554대 한성부 판윤 민진장(閔鎭長) 숙종22년(1696) 4월28일
- 555대 한성부 판윤 김진귀(金鎭龜) 숙종22년(1696) 5월 2일
- 556대 한성부 판윤 서문중(徐文重) 숙종22년(1696) 6월21일
- 557대 한성부 판윤 이여(李畲) 숙종22년(1696) 7월28일
- 558대 한성부 판윤 이수언(李秀彦) 숙종22년(1696) 8월19일
- 559대 한성부 판윤 임상원(任相元) 숙종22년(1696)10월20일
- 560대 한성부 판윤 이여(李畲) 숙종22년(1696)11월 9일
- 561대 한성부 판윤 이언강(李彦綱) 숙종23년(1697) 1월 6일
- 562대 한성부 판윤 정재희(鄭載禧 숙종23년(1697)윤3월19일 숙종23년(1697) 4월12일
- 563대 한성부 판윤 박세당(朴世堂) 숙종23년(1697) 4월12일 숙종23년(1697) 5월 2일
- 564대 한성부 판윤 이유(李濡) 숙종23년(1697) 5월 2일
- 565대 한성부 판윤 민진장(閔鎭長) 숙종23년(1697) 9월16일
- 566대 한성부 판윤 신여철(申汝哲) 숙종23년(1697)10월23일
- 567대 한성부 판윤 이언강(李彦綱) 숙종23년(1697)11월28일
- 568대 한성부 판윤 김진구(金鎭龜) 숙종23년(1697)12월20일
- 569대 한성부 판윤 이현석(李玄錫) 숙종24년(1698) 1월16일 숙종24년(1698) 2월 4일
- 570대 한성부 판윤 민진장(閔鎭長) 숙종24년(1698) 3월 5일
- 571대 한성부 판윤 이언강(李彦綱) 숙종24년(1698) 5월 5일
- 572대 한성부 판윤 신완(申琓) 숙종24년(1698) 7월20일
- 573대 한성부 판윤 김진구(金鎭龜) 숙종24년(1698) 9월13일
- 574대 한성부 판윤 이언강(李彦綱) 숙종25년(1699) 8월30일
- 575대 한성부 판윤 이현석(李玄錫) 숙종25년(1699)11월 7일
- 576대 한성부 판윤 강현(姜??) 숙종26년(1700) 2월 4일
- 577대 한성부 판윤 오도일(吳道一) 숙종26년(1700) 5월27일
- 578대 한성부 판윤 이광하(李光夏) 숙종26년(1700) 6월16일
- 579대 한성부 판윤 엄집(嚴 緝) 숙종26년(1700)11월18일
- 580대 한성부 판윤 이언강(李彦綱) 숙종27년(1701) 2월18일
- 581대 한성부 판윤 강현(姜鋧) 숙종27년(1701) 5월 9일
- 582대 한성부 판윤 강현(姜鋧) 숙종27년(1701) 7월25일
- 583대 한성부 판윤 서종태(徐宗泰) 숙종27년(1701) 9월18일
- 584대 한성부 판윤 민진후(閔鎭厚) 숙종27년(1701)10월 8일
- 585대 한성부 판윤 최규서(崔奎瑞) 숙종28년(1702) 1월11일
- 586대 한성부 판윤 송창(宋昌) 숙종28년(1702) 2월16일
- 587대 한성부 판윤 이인엽(李寅燁) 숙종28년(1702) 3월21일
- 588대 한성부 판윤 강현(姜 ??) 숙종28년(1702) 9월17일
- 589대 한성부 판윤 서종태(徐宗泰) 숙종29년(1703) 1월22일 숙종30년(1704) 7월 8일
- 590대 한성부 판윤 송창(宋昌) 숙종29년(1703) 2월 3일 숙종30년(1704) 7월18일
- 591대 한성부 판윤 민진후(閔鎭厚) 숙종29년(1703)10월21일
- 592대 한성부 판윤 조태채(趙泰采) 숙종30년(1704) 2월10일
- 593대 한성부 판윤 서종태(徐宗泰) 숙종30년(1704) 4월22일
- 594대 한성부 판윤 이이명(李頤命) 숙종30년(1704) 7월 8일
- 595대 한성부 판윤 유득일(兪得一) 숙종30년(1704) 7월18일
- 596대 한성부 판윤 윤세기(尹世紀) 숙종30년(1704) 9월 4일
- 597대 한성부 판윤 이이명(李頤命) 숙종30년(1704) 10월4일
- 598대 한성부 판윤 유득일(兪得一) 숙종30년(1704)11월 2일
- 599대 한성부 판윤 윤세기(尹世紀) 숙종30년(1704)12월28일
- 600대 한성부 판윤 민진후(閔鎭厚) 숙종31년(1705) 2월18일
- 601대 한성부 판윤 서종태(徐宗泰) 숙종31년(1705) 7월15일
- 602대 한성부 판윤 조상우(趙相愚) 숙종31년(1705) 9월17일
- 603대 한성부 판윤 김창집(金昌集) 숙종32년(1706) 1월 8일 숙종32년(1706) 2월 3일
- 604대 한성부 판윤 윤세기(尹世紀) 숙종32년(1706) 2월 4일
- 605대 한성부 판윤 강현(姜??) 숙종32년(1706) 3월10일
- 606대 한성부 판윤 윤세기(尹世紀) 숙종32년(1706) 6월21일
- 607대 한성부 판윤 권시경(權是經) 숙종32년(1706) 7월12일
- 608대 한성부 판윤 민진후(閔鎭厚) 숙종32년(1706) 8월 9일
- 609대 한성부 판윤 이익수(李益壽) 숙종32년(1706)12월11일 숙종33년(1707) 3월22일
- 610대 한성부 판윤 조태채(趙泰采) 숙종33년(1707) 3월22일
- 611대 한성부 판윤 김우항(金宇杭) 숙종33년(1707) 6월13일
- 612대 한성부 판윤 서문유(徐文裕) 숙종33년(1707) 8월22일
- 613대 한성부 판윤 강현(姜??) 숙종33년(1707) 9월24일
- 614대 한성부 판윤 민진후(閔鎭厚) 숙종33년(1707)12월 4일
- 615대 한성부 판윤 김우항(金宇杭) 숙종34년(1708) 3월 6일
- 616대 한성부 판윤 이언강(李彦綱) 숙종34년(1708) 4월 5일
- 617대 한성부 판윤 유득일(兪得一) 숙종34년(1708) 4월20일
- 618대 한성부 판윤 이언강(李彦綱) 숙종34년(1708) 6월24일
- 619대 한성부 판윤 김우항(金宇杭) 숙종34년(1708) 7월 5일
- 620대 한성부 판윤 윤세기(尹世紀) 숙종34년(1708) 7월29일
- 621대 한성부 판윤 김석연(金錫衍) 숙종34년(1708) 9월26일
- 622대 한성부 판윤 조태채(趙泰采) 숙종34년(1708)12월17일
- 623대 한성부 판윤 유득일(兪得一) 숙종35년(1709) 5월 5일
- 624대 한성부 판윤 조상우(趙相愚) 숙종35년(1709) 6월16일
- 625대 한성부 판윤 이언강(李彦綱) 숙종35년(1709) 7월 5일
- 626대 한성부 판윤 윤세기(尹世紀) 숙종36년(1710) 6월12일 숙종36년(1710) 7월 6일
- 627대 한성부 판윤 최석항(崔錫恒) 숙종36년(1710) 7월 6일
- 628대 한성부 판윤 이광적(李光迪) 숙종36년(1710)윤7월2일
- 629대 한성부 판윤 윤이도(尹以道) 숙종36년(1710) 9월30일
- 630대 한성부 판윤 정재희(鄭載禧) 숙종36년(1710)12월21일
- 631대 한성부 판윤 최석항(崔錫恒) 숙종37년(1711) 1월19일
- 632대 한성부 판윤 이언강(李彦綱) 숙종37년(1711) 1월27일
- 633대 한성부 판윤 민진후(閔鎭厚) 숙종37년(1711) 3월 5일
- 634대 한성부 판윤 황흠(黃欽) 숙종37년(1711) 4월21일
- 635대 한성부 판윤 조태구(趙泰耉) 숙종37년(1711) 6월 8일
- 636대 한성부 판윤 이광하(李光夏) 숙종37년(1711) 6월16일
- 637대 한성부 판윤 윤덕준(尹德駿) 숙종37년(1711) 7월16일
- 638대 한성부 판윤 조태구(趙泰耉) 숙종37년(1711)11월23일
- 639대 한성부 판윤 이돈(李??) 숙종37년(1711)12월30일
- 640대 한성부 판윤 권상하(權尙夏) 숙종38년(1712) 1월24일
- 641대 한성부 판윤 조태채(趙泰采) 숙종38년(1712) 3월 3일
- 642대 한성부 판윤 송상기(宋相琦) 숙종38년(1712) 4월19일
- 643대 한성부 판윤 이언강(李彦綱) 숙종38년(1712) 6월25일
- 644대 한성부 판윤 윤덕준(尹德駿) 숙종38년(1712)12월11일
- 645대 한성부 판윤 김석연(金錫衍) 숙종38년(1712)12월18일
- 646대 한성부 판윤 민진후(閔鎭厚) 숙종39년(1713) 2월22일
- 647대 한성부 판윤 윤덕준(尹德駿) 숙종39년(1713) 5월23일
- 648대 한성부 판윤 박 권(朴權) 숙종39년(1713)윤5월23일
- 649대 한성부 판윤 이건명(李建命) 숙종39년(1713) 7월28일
- 650대 한성부 판윤 이언강(李彦綱) 숙종39년(1713) 8월21일
- 651대 한성부 판윤 윤지인(尹趾仁) 숙종39년(1713) 9월10일
- 652대 한성부 판윤 윤지인(尹趾仁) 숙종40년(1714) 5월17일
- 653대 한성부 판윤 조태채(趙泰采) 숙종40년(1714) 7월14일
- 654대 한성부 판윤 홍만조(洪萬朝) 숙종40년(1714) 9월30일
- 655대 한성부 판윤 민진후(閔鎭厚) 숙종41년(1715) 7월30일
- 656대 한성부 판윤 강현(姜??) 숙종42년(1716)윤3월3일
- 657대 한성부 판윤 유명웅(兪命雄) 숙종42년(1716)10월30일
- 658대 한성부 판윤 홍만조(洪萬朝) 숙종43년(1717) 7월 6일
- 659대 한성부 판윤 최석항(崔錫恒) 숙종44년(1718) 6월 1일
- 660대 한성부 판윤 조태구(趙泰耉) 숙종44년(1718) 8월16일
- 661대 한성부 판윤 권상유(權尙游) 숙종44년(1718)윤8월6일
- 662대 한성부 판윤 조태구(趙泰耉) 숙종44년(1718) 9월 1일
- 663대 한성부 판윤 황흠(黃欽) 숙종44년(1718)12월21일
- 664대 한성부 판윤 권성(權??) 숙종45년(1719) 1월11일
- 665대 한성부 판윤 정호(鄭澔) 숙종45년(1719) 3월14일
- 666대 한성부 판윤 조도빈(趙道彬) 숙종45년(1719) 9월18일
- 667대 한성부 판윤 권상유(權尙游) 숙종45년(1719)11월 3일
- 668대 한성부 판윤 유명웅(兪命雄) 숙종46년(1720) 4월30일

### 경종
- 669대 한성부 판윤 조태구(趙泰耉) 경종 즉위년(1720)6월17일 ~
- 670대 한성부 판윤 이의현(李宜顯) 경종 즉위년(1720)7월11일 ~
- 671대 한성부 판윤 이만성(李晩成) 경종 1년(1721) 2월 5일 ~
- 672대 한성부 판윤 이관명(李觀命)	경종 1년(1721) 4월28일 ~
- 673대 한성부 판윤 권성(權 ??)	경종 1년(1721) 8월10일 ~
- 674대 한성부 판윤 이홍술(李弘述) 경종 1년(1721) 8월 20일 ~
- 675대 한성부 판윤 윤헌주(尹憲柱) 경종 1년(1721) 10월 16일 ~
- 676대 한성부 판윤 김석연(金錫衍) 경종 2년(1722) 1월 22일 ~
- 677대 한성부 판윤 류봉휘(柳鳳輝) 경종 2년(1722) 2월 6일 ~
- 678대 한성부 판윤 심단(沈檀) 경종 2년(1722) 2월 14일 ~
- 679대 한성부 판윤 윤취상(尹就商) ? ~ ?
- 680대 한성부 판윤 김상철(金尙喆) ? ~ ?
- 681대 한성부 판윤 조태억(趙泰億) 경종 3년(1723) 12월 14일 ~ ?
- 682대 한성부 판윤 오명준(吳命峻) 경종 4년(1724) 1월 12일 ~ ?
- 683대 한성부 판윤 심수현(沈壽賢) 경종 4년(1724) 2월 14일 ~ ?
- 684대 한성부 판윤 김일경(金一鏡) 경종 4년(1724) 7월 11일 ~ ?
- 685대 한성부 판윤 이인징(李麟徵) 경종 4년(1724) 7월 18일 ~ ?
- 686대 한성부 판윤 심단(沈檀) 경종 4년(1724) 8월 2일 ~ ?

### 영조
- 676대 한성부 판윤 홍치중(洪致中) 영조 1년(1725) 1월 7일 ~ ?
- 677대 한성부 판윤 윤헌주(尹憲柱) 영조 1년(1725) 1월 26일 ~ ?
- 678대 한성부 판윤 권성(權??) 영조 1년(1725) 8월 27일 ~ ?
- 679대 한성부 판윤 이집(李??) 영조 1년(1725) 9월 12일 ~ ?
- 680대 한성부 판윤 윤헌주(尹憲柱) 영조 2년(1726) 8월 28일 ~ ?
- 681대 한성부 판윤 김흥경(金興慶) 영조 3년(1727) 윤3월 12일 ~ ?
- 682대 한성부 판윤 이병상(李秉常) 영조 3년(1727) 6월 5일 ~ ?
- 683대 한성부 판윤 황구하(黃龜河) 영조 3년(1727) 7월 1일 ~ ?
- 684대 한성부 판윤 권업(權??) 영조 3년(1727) 7월 4일 ~ ?
- 685대 한성부 판윤 김동필(金東弼) 영조 3년(1727) 9월 1일 ~ ?
- 686대 한성부 판윤 이인징(李麟徵) 영조 3년(1727) 9월 10일 ~ ?
- 687대 한성부 판윤 김동필(金東弼) 영조 3년(1727) 9월 18일 ~ ?
- 688대 한성부 판윤 이병상(李秉常) 영조 4년(1728) 3월 19일 ~ ?
- 689대 한성부 판윤 김동필(金東弼) 영조 4년(1728) 7월 14일 ~ ?
- 690대 한성부 판윤 윤순(尹淳) 영조 4년(1728) 8월 28일 ~ ?
- 691대 한성부 판윤 장붕익(張鵬翼) 영조5년(1729) 6월 10일 ~ ?
- 692대 한성부 판윤 권업(權??) 영조6년(1730) 4월 1일 ~ ?
- 693대 한성부 판윤 심택현(沈宅賢) 영조6년(1730) 4월 23일 ~ ?
- 694대 한성부 판윤 이삼(李森) 영조6년(1730) 6월 9일 ~ ?
- 695대 한성부 판윤 김취로(金取魯) 영조6년(1730) 9월 1일 ~ ?
- 696대 한성부 판윤 심택현(沈宅賢) 영조6년(1730) 9월 12일 ~ ?
- 697대 한성부 판윤 이삼(李森)
- 698대 한성부 판윤 윤유(尹游) 영조6년(1730) 12월 19일 ~ ?
- 699대 한성부 판윤 이의만(李宜晩) 영조7년(1731) 6월 13일 ~ ?
- 700대 한성부 판윤 이삼(李森) 영조7년(1731) 7월 2일 ~ ?
- 701대 한성부 판윤 윤순(尹淳) 영조7년(1731) 10월 25일 ~ ?
- 702대 한성부 판윤 서명균(徐命均) 영조8년(1732) 2월 10일 ~ ?
- 703대 한성부 판윤 송성명(宋成明) 영조8년(1732) 4월 3일 ~ ?
- 704대 한성부 판윤 이진망(李眞望) 영조8년(1732) 5월 6일 ~ ?
- 705대 한성부 판윤 송성명(宋成明) 영조8년(1732) 윤5월 7일 ~ ?
- 706대 한성부 판윤 김동필(金東弼) 영조8년(1732) 7월 5일 ~ ?
- 707대 한성부 판윤 장붕익(張鵬翼) 영조8년(1732) 7월 27일 ~ ?
- 708대 한성부 판윤 윤양래(尹陽來) 영조10년(1734) 2월 3일 ~ ?
- 709대 한성부 판윤 조상경(趙尙絅) 영조10년(1734) 3월 12일 ~ ?
- 710대 한성부 판윤 박내정(朴乃貞) 영조10년(1734) 9월 28일 ~ ?
- 711대 한성부 판윤 김재로(金在魯) 영조11년(1735) 2월 28일 ~ ?
- 712대 한성부 판윤 정형익(鄭亨益) 영조11년(1735) 3월 12일 ~ ?
- 713대 한성부 판윤 이만선(李萬選) 영조11년(1735) 3월 18일 ~ ?
- 714대 한성부 판윤 윤순(尹淳) 영조11년(1735) 4월 16일 ~ ?
- 715대 한성부 판윤 송인명(宋寅明) 영조11년(1735) 5월 28일 ~ ?
- 716대 한성부 판윤 정형익(鄭亨益) 영조11년(1735) 10월 19일 ~ ?
- 717대 한성부 판윤 김취로(金取魯) 영조11년(1735) 12월 3일 ~ ?
- 718대 한성부 판윤 윤양래(尹陽來) 영조12년(1736) 2월 25일 ~ ?
- 719대 한성부 판윤 이정제(李廷濟) 영조12년(1736) 4월 18일 ~ ?
- 720대 한성부 판윤 김동필(金東弼) 영조12년(1736) 7월 28일 ~ ?
- 721대 한성부 판윤 윤순(尹淳) 영조12년(1736)10월27일 ~ ?
- 722대 한성부 판윤 권업(權??) 영조12년(1736)11월25일 ~ ?
- 723대 한성부 판윤 유척기(兪拓基)
- 724대 한성부 판윤 이병상(李秉常) 영조13년(1737) 3월10일 ~ ?
- 725대 한성부 판윤 조정만(趙正萬) 영조13년(1737) 6월 4일 ~ ?
- 726대 한성부 판윤 김시형(金始炯) 영조13년(1737) 7월 2일 ~ ?
- 727대 한성부 판윤 민응수(閔應洙) 영조13년(1737) 9월16일 ~ ?
- 728대 한성부 판윤 김시형(金始炯) 영조14년(1738) 1월19일 ~ ?
- 729대 한성부 판윤 김성응(金聖應)
- 730대 한성부 판윤 유척기(兪拓基) 영조14년(1738) 6월 9일 ~ ?
- 731대 한성부 판윤 김유경(金有慶) 영조14년(1738) 6월24일 ~ ?
- 732대 한성부 판윤 윤혜교(尹惠敎) 영조14년(1738) 8월 1일 ~ ?
- 733대 한성부 판윤 이재(李縡) 영조15년(1739) 1월 8일 ~ ?
- 734대 한성부 판윤 박찬신(朴纘新) 영조15년(1739) 2월 12일 ~ ?
- 735대 한성부 판윤 김성응(金聖應) 영조15년(1739) 3월 6일 ~ ?
- 736대 한성부 판윤 구성임(具聖任) 영조15년(1739) 5월10일 ~ ?
- 737대 한성부 판윤 박사수(朴師洙) 영조15년(1739) 6월20일 ~ ?
- 738대 한성부 판윤 유척기(兪拓基) 영조15년(1739) 8월 7일 ~ ?
- 739대 한성부 판윤 민응수(閔應洙) 영조15년(1739) 9월 6일 ~ ?
- 740대 한성부 판윤 윤순(尹淳) 영조15년(1739) 9월12일 ~ ?
- 741대 한성부 판윤 조현명(趙顯命) 영조15년(1739)11월23일 ~ ?
- 742대 한성부 판윤 이병상(李秉常) 영조16년(1740) 1월12일 ~ ?
- 743대 한성부 판윤 이재(李縡) 영조16년(1740) 3월 7일 ~ ?
- 744대 한성부 판윤 조관빈(趙觀彬) 영조16년(1740) 3월17일 ~ ?
- 745대 한성부 판윤 신사철(申思喆) 영조16년(1740) 4월11일 ~ ?
- 746대 한성부 판윤 김성응(金聖應) 영조16년(1740)12월 9일  ~ ?
- 747대 한성부 판윤 서종급(徐宗伋) 영조17년(1741) 2월19일 ~ ?
- 748대 한성부 판윤 윤양래(尹陽來) 영조17년(1741) 2월29일 ~ ?
- 749대 한성부 판윤 서종옥(徐宗玉) 영조17년(1741) 3월 4일 ~ ?
- 750대 한성부 판윤 윤양래(尹陽來) 영조17년(1741) 4월11일 ~ ?
- 751대 한성부 판윤 김상로(金尙魯) 영조24년(1748) 5월19일 ~ ?
- 752대 한성부 판윤 홍상한(洪象漢) 영조24년(1748)윤7월6일 ~ ?
- 753대 한성부 판윤 김약로(金若魯) 영조24년(1748)윤7월24일 ~ ?
- 754대 한성부 판윤 정우량(鄭羽良) 영조24년(1748)12월11일 ~ ?
- 755대 한성부 판윤 이세진(李世璡) 영조25년(1749) 1월25일 ~ ?
- 756대 한성부 판윤 신면(申勉) 영조25년(1749) 2월28일 ~ ?
- 757대 한성부 판윤 구성임(具聖任) 영조25년(1749) 5월18일 ~ ?
- 758대 한성부 판윤 김성응(金聖應) 영조25년(1749) 9월 2일 ~ ?
- 759대 한성부 판윤 조재호(趙載浩) 영조26년(1750) 1월11일 ~ ?
- 760대 한성부 판윤 홍호인(洪好人) 영조26년(1750) 2월26일 ~ ?
- 761대 한성부 판윤 조재호(趙載浩) 영조26년(1750) 2월28일 ~ ?
- 762대 한성부 판윤 서종급(徐宗伋) 영조26년(1750) 3월11일 ~ ?
- 763대 한성부 판윤 류엄(柳儼) 영조26년(1750) 3월23일 ~ ?
- 764대 한성부 판윤 조재호(趙載浩) 영조26년(1750) 4월14일 ~ ?
- 765대 한성부 판윤 서명빈(徐命彬) 영조26년(1750) 6월12일 ~ ?
- 766대 한성부 판윤 조재호(趙載浩) 영조26년(1750) 8월28일 ~ ?
- 767대 한성부 판윤 김상로(金尙魯) 영조26년(1750)12월 3일 ~ ?
- 768대 한성부 판윤 서명빈(徐命彬) 영조27년(1751) 1월15일 ~ ?
- 769대 한성부 판윤 정익하(鄭益河) 영조27년(1751) 2월 8일 ~ ?
- 770대 한성부 판윤 홍상한(洪象漢) 영조27년(1751) 5월 2일 ~ ?
- 771대 한성부 판윤 신만(申晩) 영조27년(1751) 9월 9일 ~ ?
- 772대 한성부 판윤 박문수(朴文秀) 영조27년(1751)11월15일 ~ ?
- 773대 한성부 판윤 박찬신(朴纘新) 영조28년(1752) 7월12일 ~ ?
- 774대 한성부 판윤 윤동형(尹東衡) 영조29년(1753) 1월 2일 ~ ?
- 775대 한성부 판윤 구택규(具宅奎) 영조29년(1753) 1월17일 ~ ?
- 776대 한성부 판윤 윤급(尹汲) 영조29년(1753) 3월25일 ~ ?
- 777대 한성부 판윤 임열(任說) ? ~ ?
- 778대 한성부 판윤 이보혁(李普赫) 영조29년(1753) 4월28일 ~ ?
- 779대 한성부 판윤 신만(申晩) 영조29년(1753) 5월28일 ~ ?
- 780대 한성부 판윤 조영국(趙榮國) 영조29년(1753) 6월14일 ~ ?
- 781대 한성부 판윤 서명빈(徐命彬) 영조29년(1753) 7월27일 ~ ?
- 782대 한성부 판윤 조영국(趙榮國) 영조29년(1753) 9월 7일 ~ ?
- 783대 한성부 판윤 조영국(趙榮國) 영조29년(1753) 9월15일 ~ ?
- 784대 한성부 판윤 서명빈(徐命彬) 영조29년(1753)10월 5일 ~ ?
- 785대 한성부 판윤 김성응(金聖應) 영조29년(1753)11월23일 ~ ?
- 786대 한성부 판윤 서명빈(徐命彬) 영조29년(1753)12월22일 ~ ?
- 787대 한성부 판윤 이정보(李鼎輔) 영조30년(1754) 1월15일 ~ ?
- 788대 한성부 판윤 신만(申晩) 영조30년(1754)윤4월3일 ~ ?
- 789대 한성부 판윤 어유룡(魚有龍) ? ~ 영조30년(1754) 6월27일
- 790대 한성부 판윤 이익정(李益炡) 영조30년(1754) 6월29일 ~ ?
- 791대 한성부 판윤 조명리(趙明履) 영조31년(1755) 4월24일 ~ ?
- 792대 한성부 판윤 정익하(鄭益河) 영조31년(1755) 5월 2일 ~ ?
- 793대 한성부 판윤 이성중(李成中) 영조32년(1756) 1월23일 ~ ?
- 794대 한성부 판윤 홍계희(洪啓禧)
- 795대 한성부 판윤 이정보(李鼎輔) 영조32년(1756) 2월19일 ~ ?
- 796대 한성부 판윤 서종급(徐宗伋) 영조32년(1756) 7월 1일 ~ ?
- 797대 한성부 판윤 한익모(韓翼謨) 영조32년(1756) 7월28일 ~ ?
- 798대 한성부 판윤 민백상(閔百祥) 영조32년(1756) 9월16일 ~ ?
- 799대 한성부 판윤 김상석(金相奭) 영조33년(1757) 5월 7일 ~ ?
- 800대 한성부 판윤 김한철(金漢喆) 영조33년(1757) 5월22일 ~ ?
- 801대 한성부 판윤 서명빈(徐命彬) 영조33년(1757)10월24일 ~ ?
- 802대 한성부 판윤 이성중(李成中) ~ 영조33년(1757)10월24일
- 803대 한성부 판윤 이창수(李昌壽) 영조34년(1758) 8월15일 ~ ?
- 804대 한성부 판윤 윤급(尹汲) ? ~ 영조35년(1759) 1월24일
- 805대 한성부 판윤 심성진(沈星鎭) 영조35년(1759) 1월24일 ~ ?
- 806대 한성부 판윤 홍계희(洪啓禧) 영조36년(1760) 2월 8일 ~ ?
- 807대 한성부 판윤 한사득(韓師得) ? ~ 영조36년(1760) 8월 3일
- 808대 한성부 판윤 홍계희(洪啓禧)
- 809대 한성부 판윤 남태제(南泰齊)
- 810대 한성부 판윤 김양택(金陽澤)

### 순조
- ?대 한성부 판윤 이조원(李祖源) 순조 즉위년(1800) 12월 1일 ~ ?
- ?대 한성부 판윤 이집두(李集斗) 순조 즉위년(1800) 12월 19일 ~ ?
- ?대 한성부 판윤 이익운(李益運) 순조 1년(1801) 1월 27일 ~ ?

- ?대 한성부 판윤 이집두(李集斗) 순조 4년(1804) 8월 17일 ~ ?

- ?대 한성부 판윤 이집두(李集斗) 순조 5년(1805) 4월 15일 ~ ?

- ?대 한성부 판윤 이집두(李集斗) 순조 9년(1809) 5월 19일 ~ ?

- ?대 한성부 판윤 이집두(李集斗) 순조 11년(1811) 6월 19일 ~ ?

- ?대 한성부 판윤 이석규(李錫奎) 순조 27년(1827) 12월 21일 ~ ?

- ?대 한성부 판윤 서경보(徐耕輔) 순조 34년(1834) 9월 29일 ~ ?

### 헌종
- ?대 한성부 판윤 이가우(李嘉愚) 1839년(헌종 5년) 5월 25일 ~
- ?대 한성부 판윤 김홍근(金弘根) 1839년(헌종 5년) 8월 12일 ~
- ?대 한성부 판윤 박기수(朴綺壽) 1839년(헌종 5년) 11월 26일 ~
- ?대 한성부 판윤 홍경모(洪敬謨) 1840년(헌종 6년) 3월 18일 ~
- ?대 한성부 판윤 이가우(李嘉愚) 1840년(헌종 6년) 9월 28일 ~
- ?대 한성부 판윤 이약우(李若愚) 1841년(헌종 7년) 1월 12일 ~
- ?대 한성부 판윤 이헌구(李憲球) 1841년(헌종 7년) 2월 20일 ~
- ?대 한성부 판윤 이약우(李若愚) 1841년(헌종 7년) 4월 26일 ~
- ?대 한성부 판윤 이헌위(李憲瑋) 1841년(헌종 7년) 8월 5일 ~
- ?대 한성부 판윤 이헌구(李憲球) 1841년(헌종 7년) 12월 25일 ~
- ?대 한성부 판윤 이약우(李若愚) 1842년(헌종 8년) 4월 3일 ~
- ?대 한성부 판윤 홍경모(洪敬謨) 1842년(헌종 8년) 4월 6일 ~
- ?대 한성부 판윤 이가우(李嘉愚) 1842년(헌종 8년) 4월 20일 ~
- ?대 한성부 판윤 박회수(朴晦壽) 1842년(헌종 8년) 6월 5일 ~
- ?대 한성부 판윤 서희순(徐憙淳) 1842년(헌종 8년) 7월 28일 ~

- ?대 한성부 판윤 이가우(李嘉愚) 1844년(헌종 10년) 6월 21일 ~

- ?대 한성부 판윤 이가우(李嘉愚) 1846년(헌종 12년) 6월 15일 ~

- ?대 한성부 판윤 이가우(李嘉愚) 1846년(헌종 12년) 11월 11일 ~
- ?대 한성부 판윤 박기수(朴岐壽) 1846년(헌종 12년) 11월 20일 ~
- ?대 한성부 판윤 이가우(李嘉愚) 1847년(헌종 13년) 1월 11일 ~
- ?대 한성부 판윤 성수묵(成遂默) 1847년(헌종 13년) 2월 13일 ~
- ?대 한성부 판윤 김영순(金英淳) 1847년(헌종 13년) 3월 8일 ~
- ?대 한성부 판윤 김동건(金東健) 1847년(헌종 13년) 10월 3일 ~
- ?대 한성부 판윤 이헌구(李憲球) 1847년(헌종 13년) 10월 24일 ~
- ?대 한성부 판윤 김학성(金學性) 1848년(헌종 14년) 2월 10일 ~
- ?대 한성부 판윤 서좌보(徐左輔) 1848년(헌종 14년) 7월 17일 ~
- ?대 한성부 판윤 이돈영(李敦榮) 1848년(헌종 14년) 11월 30일 ~

### 철종
- ?대 한성부 판윤 김좌근(金左根) 1849년(철종 즉위년) 7월 12일 ~

- ?대 한성부 판윤 이가우(李嘉愚) 1849년(철종 즉위년) 7월 20일 ~

- ?대 한성부 판윤 이규팽(李圭祊) 1851년(철종 2년) 6월 17일 ~
- ?대 한성부 판윤 이가우(李嘉愚) 1851년(철종 2년) 7월 13일 ~

- ?대 한성부 판윤 이규철(李奎徹) 1863년(철종 2년) 7월 13일 ~

### 고종
- 이회정(李會正) 1875년(고종 12년) 4월 14일 ~ 1875년 4월 21일
- 이회정(李會正) 1878년(고종 15년) 6월 14일 ~ 1875년 8월 4일
- 이재봉(李載鳳) 1882년(고종 19년) 6월 19일
- 박영효(朴泳孝) 1882년(고종 19년) 음력 12월 29일 ~
- 조경호(趙慶鎬) 1883년(고종 20년) 음력 3월 16일 ~
- 허전 (許傳) 1983년(고종 20년) 3월 25일 - ?

### 대한제국 이후
- 이채연(李采淵) 1898년 3월 19일 ~ 10월
- 민영익(閔泳翊) 1898년 10월 ~
- 윤치호(尹致昊) 1898년(광무 원년) 양력 11월 23일
- 윤치호(尹致昊) 1898년 12월 15일 ~ 12월 22일
- 이채연(李采淵) 1898년 12월 22일 ~ 1899년 1월 5일
- 이한영(李漢英) 1899년 1월 5일 ~
- 서상철(徐相哲) 1903년 10월 2일 ~
- 성광호(成光鎬) 1904년 8월 3일 ~ 1904년 8월 4일
- 김규희(金奎煕) 1904년 8월 4일 ~ 1904년 9월 22일
- 배국태(裵國泰) 1904년 9월 23일 ~ 1904년 10월 16일
- 이해창(李海昌) 1904년 10월 17일 ~ 1904년 10월 20일
- 김대진(金大鎭) 1904년 10월 20일 ~ 1904년 10월 22일
- 송태현(宋泰鉉) 1904년 10월 22일 ~ 1904년 10월 29일
- 이용세(李容世) 1904년 10월 29일 ~ 1904년 11월 4일
- 민경식(閔景植) 1904년 11월 4일 ~ 1905년 2월 16일
- 박의병(朴義秉) 1905년 2월 16일 ~ 1910년 8월 29일

## 같이 보기
- 서울특별시장
- 서울중앙지방법원
- 서울중앙지방검찰청
- 역대 경성부윤